# Ермолов, Николай Сергеевич
Никола́й Серге́евич Ермо́лов (1853—1924) — русский военный разведчик, генерал-лейтенант (29.03.1909). Военный агент в Великобритании (1891—1905, 1907—1917).

## Биография
Происходил из дворян Московской губернии. Родился 28 сентября 1853 года.
Окончил Ларинскую гимназию с золотой медалью в 1870 году и поступил на физико-математический факультет Санкт-Петербургского университета. Получив высшее математическое образование, в феврале 1876 года он поступил на военную службу вольноопределяющимся в канониры, в том же году выдержал офицерский экзамен при Михайловском артиллерийском училище, и в ноябре был произведён в чин прапорщика гвардейской конно-артиллерийской бригады.
Чины: подпоручик (1880), поручик (1881), штабс-капитан (1883), капитан ГШ (1884), подполковник (1890), полковник (за отличие, 1894), генерал-майор (за отличие, 1902), генерал-лейтенант (за отличие, 1909).
Участвовал в русско-турецкой войне 1877—1878 годов в составе 5-й конно-артиллерийской батареи, был награждён двумя орденами за отличия при переходе через Балканы и при сражении у Филипполя. В 1882 году стал членом-учредителем Императорского Православного Палестинского Общества.
В 1883 году окончил Николаевскую академию Генерального штаба с малой серебряной медалью. По окончании академии состоял старшим адъютантом штаба Гвардейского корпуса (1884—1888), обер-офицером для поручений при штабе войск Гвардии и Петербургского военного округа (1888—1890), начальником строевого отделения штаба Кронштадтской крепости (1890—1891). В 1891—1905 годах был военном агентом в Великобритании. Во время испано-американской войны 1898 года был прикомандирован в качестве военного наблюдателя к штабу американской армии, действовавшей на Кубе. По возвращении в Россию в марте 1905 года был начальником военно-статистического управления отделения управления 2-го генерал-квартирмейстера Главного Штаба (1905), начальником военно-статистического отделения ГУГШ (1905—1906). В 1906—1907 годах состоял генералом для поручений при начальнике Генерального штаба.
20 февраля 1907 года был вновь назначен военным агентом в Великобританию. В 1911 году совершил длительную (5 месяцев) поездку в Британскую Индию для сбора информации об её современном состоянии.
После Октябрьской революции, которую он не признал, отказался сдавать дела представителю Советской России М. М. Литвинову. За это в январе 1918 года был официально смещён с должности и заочно предан военному суду. С февраля 1918 года сохранял штат офицеров и служащих при военном атташе, не имея над собой никакого официального руководства, по своей инициативе продолжал сбор сведений военного характера. Поддержал Белое движение в России. 28 марта 1919 года признал Верховным правителем России адмирала А. В. Колчака и поступил в подчинение его военного уполномоченного в Европе генерала от инфантерии Д. Г. Щербачёва. Также Н. С. Ермолов в этом году наладил постоянную связь с генералом А. И. Деникиным, а позднее и с сменившим его П. Н. Врангелем, выполняя их дипломатические поручения и предоставляя по их запросам необходимую информацию, а также организовывал отправку русских офицеров, желающих бороться с большевиками, в армии Белого движения из Англии (отправлено около 170 человек при том, что зарегистрировано Ермоловым было 235 офицеров, остальные уклонились от участия в гражданской войне по разным причинам). Одновременно выполнял по просьбе английского правительства задачу по отправке в Россию бывших русских военнопленных, разными путями попавших в Англию и потребовавших возвращения на родину (таковых оказалось свыше 500 человек).
После эвакуации армии П. Н. Врангеля из Крыма в ноябре 1920 года деятельность Н. С. Ермолова как военного агента прекратилась. Он остался жить в Великобритании, где имел огромные связи в военных и политических кругах (например, неоднократно доверительно беседовал наедине с военными министрами графом Э. Дерби, Альфредом Милнером и Уинстоном Черчиллем).
Скончался 22 января 1924 года в Лондоне.

## Награды
- Орден Святой Анны 4-й ст. (1878);
- Орден Святого Станислава 3-й ст. с мечами и бантом (1878);
- Орден Святой Анны 3-й ст. (1884);
- Орден Святого Владимира 4-й ст. (1887);
- Орден Святого Станислава 2-й ст. (1890);
- Орден Святой Анны 2-й ст. (1896);
- Орден Святого Владимира 3-й ст. (1899);
- Орден Святого Станислава 1-й ст. (1906);
- Орден Святой Анны 1-й ст. (1912);
- Орден Святого Владимира 2-й ст. (1915);
- Орден Белого Орла (ВП 30.07.1915)

## Сочинения
- [militera.lib.ru/h/ermolov_ns/index.html Тонкинская экспедиция 1883—1885 гг. — Санкт-Петербург: типография Штаба войск Гвардии и Петербургского военного округа, 1890. — 83 с.]
- Донесения военного агента в Лондоне, Генерального штаба полковника Ермолова [о военных действиях англичан в Трансваале]. — [Санкт-Петербург, 1900]. — 131 с.
- Испано-американская война: Отчет командированного к американским войскам на остров Кубу Ген. штаба полковника Ермолова. — Санкт-Петербург: Военно-ученый комитет Главного штаба, 1899. — 175 с.
- Отчет о работах Международной конференции 1906 года по пересмотру Женевской конвенции 1864 года командированного на Конференцию от Главного управления Генерального штаба генерал-майора Ермолова. — Санкт-Петербург: Военная типография, 1906. — 67 с.